# Parafia św. Marcina w Żytniowie
Parafia św. Marcina – rzymskokatolicka parafia położona  w Żytniowie (gmina Rudniki). Parafia należy do dekanatu Praszka w  regionie wieluńskim, archidiecezji częstochowskiej.

## Historia parafii
Parafia św. Marcina w Żytniowie powstała z fundacji rycerza Marcina z Kuleszy. Pierwsza wzmianka o parafii znajduje się w opracowaniu Liber Benefic J.Łaskiego z 1312 roku.
W 1817 roku, na prośbę parafian, Aniela z Jastrzębowskich Trzcińska, dziedziczka dóbr Trzcinica w powiecie ostrzeszowskim podarowała parafii w Żytniowie stojący do dziś drewniany kościół św. Marcina.
W latach 70. XX wieku gościem parafii był kardynał Karol Wojtyła. Wydarzenie to upamiętnia tablica pamiątkowa.
Proboszczem parafii jest ksiądz Piotr Postrożny.

## Liczebność i zasięg parafii
Parafię zamieszkuje 1320 mieszkańców, swym zasięgiem duszpasterskim obejmuje ona następujące miejscowości: 
- Bliźniaki,
- Chwiły,
- Ignachy,
- Jelonki,
- Pieńki,
- Stawki Żytniowskie,
- Tokary,
- Wytoka,
- Żurawie,
- Żytniów[4].

## Duszpasterze

### Proboszczowie
- ks. Mateusz Grzonkowski
- ks. Nowacki
- ks. Stanisław Ludwikiewicz
- ks. Józef Łogucki (1925–1931)
- ks. Stanisław Sukiennicki (1931–1941)
- ks. Leon Izdebski (1945–1946)
- ks. Marian Krzyżanowski (1946–1960)
- ks. Stanisław Gałązka (1960–1963)
- ks. Henryk Danielewski (1963–1979)
- ks. Bogusław Wideryński (1979–1981)
- ks. Tadeusz Jędryczewski (1981–1989)
- ks. Jan Batorski (1989–1995)
- ks. Andrzej Józef Chałupka (1995–2000)
- ks. Jerzy Combik (2000–2013)
- ks. Andrzej Tomala (2013–2017)
- ks. Piotr Postrożny (od 2017)[5]

### Księża pochodzący z parafii
- ks. Tomasz Gryszka (1900)
- ks. Stanisław Błach (1957)
- ks. Franciszek Sas (1959)
- ks. Sylwester Marcin Rasztar (2000)
- ks. Wojciech Więdłocha (2001)[4].

## Grupy parafialne
- Parafialna Rada Duszpasterska,
- Akcja Katolicka,
- Katolickie Stowarzyszenie Młodzieży,
- Ruch "Światło Życie",
- Służba Liturgiczna,
- Żywy Różaniec.